# Зулцбах (Сар)
Зулцбах (њем. Sulzbach/Saar) град је у њемачкој савезној држави Сарланд. Посједује регионалну шифру (AGS) 10041518.

## Географски и демографски подаци
Град се налази на надморској висини од 331 метра. Површина општине износи 16,1 km². У самом граду је, према процјени из 2010. године, живјело 17.679 становника. Просјечна густина становништва износи 1.097 становника/km².

## Међународна сарадња
| Мјесто         | Држава    | Врста сарадње | Од    |
| -------------- | --------- | ------------- | ----- |
| Вејк ен Албург | Холандија | пријатељство  | 1977. |
| Равенса        | Италија   | пријатељство  | 1995. |
| Извор          |           |               |       |